# Ларва
Ла̀рвата е ранен стадий в следзародишното развитие на животно, който има самостоятелен начин на живот, различен от този на възрастната форма. След преходния период на превръщане, наречен метаморфоза, ларвата се превръща във възрастната форма. Ларвата често изглежда съвсем различно от възрастното животно и има собствени, специализирани органи, приспособени за нейния начин на живот. Типичен пример е пеперудата с нейния ларвен стадий, наречен гъсеница.

## Развитие и начин на живот
При много животни ларвата нараства и постепенно придобива чертите на възрастното животно. Например, нараствайки, поповите лъжички постепенно загубват опашката си и им израстват крайници. При насекомите с пълно превръщане (Endopterygota) обаче, метаморфозата протича рязко по време на стадий на относителен покой, наречен какавида. В какавидния стадий става разтваряне на повечето тъкани и образуването на нови – настъпва пълно превръщане на насекомото.
При нарастване на ларвите на безгръбначните с външна обвивка – кутикула (Ecdysozoa – членестоноги, нематоди и др.) обвивката възпрепятства по-нататъшното нарастване и затова периодично се сменя при процес, наречен линеене. При този процес обвивката се „съблича“, а на нейно място се образува нова, по-голяма и временно еластична обвивка. Стадият между две линеения се нарича „възраст“. Различните Ecdysozoa преминават през различен брой отделни възрасти, преди да се превърнат във възрастната форма. Последното линеене, при което излиза възрастната форма, се нарича имагиниране.
Ларвите често имат местообитания и начин на живот, различни от тези на възрастната форма. Например поповите лъжички не могат да живеят извън водата, докато жабите могат. Това разделяне позволява ларвата и възрастното да използват различни хранителни ресурси и по този начин да не се конкурират помежду си.
При много насекоми един от стадиите – ларва или имаго – е силно редуциран и изпълнява ограничена функция в жизнения цикъл на насекомото. Например при еднодневките имагото съществува едва няколко дена и единствената му функция е да се размножи. При много социални ципокрили (пчели, мравки и др.), ларвата се развива сравнително бързо (3 – 4 седмици), има опростен строеж и не може да се грижи сама за себе си, а е обгрижвана от възрастните.

## Названия на ларви
Ларвите на някои групи животни са получили специални названия. Обикновено когато се говори за вида животно, без да се уточнява за кой стадий се отнася, или когато се говори общо за вида, се използва названието на възрастната форма, например „Пеперудите са разред насекоми с пълна метаморфоза“.
| Име на ларвата     | Животни |
| Насекоми           | Насекоми |
| ------------------ | --- |
| Гъсеница           | Пеперуди (Lepidoptera)                                                                                            |
| Лъжегъсеница       | Растителноядни оси (Symphyta)                                                                                     |
| Нимфа              | Всички насекоми с непълно превръщане – полутвърдокрили, правокрили, богомолки, водни кончета и др.                |
| Други безгръбначни | |
| Глохидий           | Сладководни миди от сем. Unionidae и Margaritiferidae                                                             |
| Трохофора          | Свободно плуващи (планктонни) ларви на редица морски животни. Имат няколко реда реснички, способстващи храненето. |
| Науплиус           | Тип ларва при множество ракообразни, която използва придатъците на главата за плуване.                            |
| Гръбначни          | |
| Попова лъжичка     | Жаби |

## Класификация на насекомните ларви
Многообразието на насекомите и техните ларви е породило необходимостта от въвеждането на някои специализирани термини, използвани при описването им. Няма консенсус при въвеждането на терминологията, но някои от най-често използваните термини за общия вид на ларвите са:
| Снимка | Вид ларва                     | Среща се при                                                        | Описание |
| ------ | ----------------------------- | ------------------------------------------------------------------- | --- |
|        | камподеовидна (campodeiform)  | - бръмбари от подраз. Adephaga - мрежокрили - Megaloptera - камилки | Гръбо-коремно сплеснато тяло, с добре развити три двойки гръдни крачка и добре развит устен апарат, издаден напред (прогнатен). Понякога имат церки на последния коремен сегмент. Наричат се така, защото наподобяват възрастните на първичните безкрили насекоми от род Campodea. |
|        | елатеровидна (elateriform)    | Различни бръмбари: - Elateridae - Tenebrionidae                     | Подобни на камподеовидните, но с по-издължено и по-силно склеротизирано тяло – наподобяващи ларвите на бръмбарите от сем. Elateridae. |
|        | червеобразна (vermiform)      | - повечето двукрили - много ципокрили - хоботници                   | Издължено, цилиндрично, в краищата стеснено тяло със слабоизразени или напълно липсващи глава и крайници. |
|        | гъсеницовидна (eruciform)     | - пеперуди - растителноядни оси - много скорпионници                | Удължено тяло с цилиндрична форма. Добре изразени глава и гръдни крачка и с различен брой коремни крачка. Често с окосмяване. При пеперудите се наричат гъсеници, а при останалите – лъжегъсеници.                                                                                 |
|        | скарабеовидна (scarabaeiform) | Много бръмбари като: - Scarabaeoidea                                | Имат характерна C-образна форма, бяло тяло и тъмна склеротизирана глава. Прототипът са ларвите на листорогите бръмбари (Scarabaeidae). |